# Johann Albert Fabricius

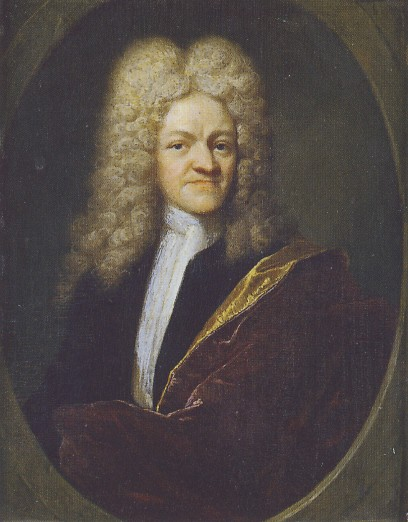
Johann Albert Fabricius; Gemälde von Johann Salomon Wahl, um 1718

Johann Albert Fabricius (* 11. November 1668 in Leipzig; † 30. April 1736 in Hamburg) war ein deutscher klassischer Philologe, Bibliograph und Theologe.

## Leben
Eine erste Ausbildung erhielt Fabricius bei seinem Vater Werner Fabricius, Musikdirektor an der Universitätskirche St. Pauli in Leipzig, der ihn auf seinem Sterbebett der Obhut des Theologen Valentin Alberti anvertraute.
Er studierte bei J. G. Herrichen, anschließend bei Samuel Schmid in Quedlinburg, in dessen Bibliothek er die beiden Bücher fand, nämlich Caspar von Barths Adversaria und Daniel Georg Morhofs Polyhistor Literarius, zwei Werke, in denen die gesamte Bildung von der Antike an zusammengefasst war und die ihn zu seinen Bibliothecæ anregten, dem Werk, auf das sich sein Ruf gründet.
1686 kehrte er nach Leipzig zurück, wo er bereits nach wenigen Wochen des Studiums Baccalaureus wurde. Zwei Jahre später wurde er Magister der Philosophie und veröffentlichte anonym sein erstes Werk, Scriptorum recentiorum decas, einen Angriff auf zehn Autoren seiner Zeit. Sein Decas Decadum, sive plagiariorum et pseudonymorum centuria (1689) ist die einzige seiner Arbeiten, die er mit dem Namen Faber signiert hat. Anschließend wandte er sich dem Studium der Medizin zu, das er dann zugunsten der Theologie aufgab.
1693 zog er nach Hamburg, wo er eine Auslandsreise plante, als die unerwartete Nachricht, dass die Kosten seiner Ausbildung das gesamte väterliche Erbe aufgezehrt und ihn sogar bei seinem Treuhänder verschuldet hatten, ihn dazu zwang, das Projekt aufzugeben. 1694 wurde er Famulus und Bibliothekar von Johann Friedrich Mayer, Hauptpastor an der Hamburger Kirche St. Jacobi und Professor in Kiel.
1696 begleitete er seinen Patron nach Schweden, und wurde kurz nach der Rückkehr als Kandidat für den Lehrstuhl für Logik und Philosophie am Akademischen Gymnasium gehandelt. Die Abstimmung ging zwischen Fabricius und Sebastian Edzardus, einem seiner Gegner, unentschieden aus, worauf die Ernennung durch das Los Edzardus zufiel.
Im Jahre 1699 wurde er an der Universität Kiel zum Doktor der Theologie promoviert. Fabricius folgte Vincent Placcius (1642–1699) auf dem Lehrstuhl für Rhetorik und Ethik am Hamburger Akademischen Gymnasium, den er bis zu seinem Tod innehatte, wobei er Rufe nach Greifswald, Kiel, Gießen und Wittenberg ablehnte. Von 1708 bis 1711 übernahm er zusätzlich das Rektorat der Hamburger Lateinschule Johanneum. Einer seiner Schüler am Akademischen Gymnasium und späterer Kollege und Schwiegersohn war Hermann Samuel Reimarus.

## Werke
Fabricius werden 128 Bücher zugeschrieben, jedoch ist er bei vielen davon lediglich Herausgeber. Eines der berühmtesten davon ist Bibliotheca Latina (1697, in verbesserter und berichtigter Form 1773 von Johann August Ernesti neu herausgegeben). Seine Kompilationen betreffen: die Autoren aus der Zeit des Kaisers Tiberius, die aus der Zeit der Antoninen, sowie aus der Zeit des Verfalls der Sprache. Ein weiterer Bereich sind die Fragmente alter Autoren und Kapitel über frühe christliche Literatur. Als Fortsetzung erschien die auf das Mittelalter bezogene Bibliotheca Latina mediae et infimae Aetatis (1734–1736; Ergänzungsband von Johann Christian Schöttgen, 1746; ed. Mansi, 1754, Neudruck 1858f). Fabricius trug auch, nicht nur durch seine Übersetzung der Astro-theology von William Derham (1728), viel zur Popularisierung dieser zur damaligen Zeit beliebten Versuche theologischer Gottesbeweise in Deutschland bei.
Sein Hauptwerk bleibt aber die 14-bändige Bibliotheca Graeca (1705–1728, durchgesehen und fortgeführt von Gottlieb Christoph Harleß, 1790–1812), die zu Recht als maximus antiquae eruditionis thesaurus bezeichnet wurde. Ihre Abschnitte werden durch Homer, Platon, Jesus, Konstantin der Große und die Eroberung Konstantinopels 1453 markiert; ein sechster Abschnitt ist dem kanonischen Recht, der Jurisprudenz und der Medizin gewidmet.
Von den übrigen Werken sind erwähnenswert:
- Bibliotheca Antiquaria (1713), ein Bericht über die Autoren, die hebräische, griechische, römische und christliche Antiquitäten schildern.
- Centifolium Lutheranum, eine lutherische Bibliographie (1728).
- Bibliotheca Ecclesiastica (1718).
- Codex Apocryphus Novi Testamenti, Collectus, Castigatus, Testimoniisque Censuris et Animadversionibus Illustratus. Hamburg 1703, das lange als unverzichtbare Autorität zu apokrypher christlicher Literatur angesehen wurde.
- Codex Pseudepigraphus Veteris Testamenti, Collectus, Castigatus, Testimoniisque Censuris et Animadversionibus illustratus, Hamburg und Leipzig 1713, Bd. 2 Hamburg 1723, mit diesem Werk prägte Fabricius den Begriff „Pseudepigraphen“.
- Memoriae Hamburgenses, sive Hamburgi et virorum de ecclesia, reque publica et scholastica Hamburg. bene meritorum elogia et vitae. (1710–1730), 7 Bde.

## Ehrungen
Nach Fabricius wurde die Fabriciusstraße im Hamburger Stadtteil Bramfeld benannt.